# American Beauty: Original Motion Picture Score
American Beauty: Original Motion Picture Score è la colonna sonora del film American Beauty (1999), composta da Thomas Newman.
La pellicola venne nominata per la miglior colonna sonora all'Oscar e al Golden Globe, mentre vinse il BAFTA sempre nella medesima categoria.
L'album si aggiudicò inoltre il Grammy Award per la miglior compilation della colonna sonora scritta per un film, programma televisivo o altro media visuale, assegnato nel 2001 al produttore Bill Bernstein, al tecnico Dennis Sands e a Newman.
Una compilation era stata pubblicata il 5 ottobre 1999, American Beauty: Music from the Original Motion Picture Soundtrack, contenente canzoni di artisti vari e due brani dell'album originale (Dead Already e Any Other Name).
Le tracce Any Other Name e American Beauty sono state utilizzate per il trailer del film.

## Tracce
1. Dead Already – 3:17
2. Arose – 1:05
3. Power of Denial – 1:43
4. Lunch with the King – 2:26
5. Mental Boy – 1:43
6. Mr. Smarty Man – 1:10
7. Root Beer – 1:07
8. American Beauty – 3:06
9. Bloodless Freak – 1:38
10. Choking the Bishop – 1:53
11. Weirdest Home Videos – 2:03
12. Structure and Discipline – 3:06
13. Spartanette – 0:59
14. Angela Undress – 1:43
15. Marine – 1:34
16. Walk Home – 1:19
17. Blood Red – 0:37
18. Any Other Name – 4:09
19. Still Dead – 2:46